# Чад на Летњим олимпијским играма 2024.
Чад је учествовао на Летњим олимпијским играма 2024. у Паризу, од 26. јула до 11. августа 2024. Ово је четрнаести наступ на Летњим олимпијским играма од дебија 1964. године, осим у два наврата, једног 1976. године, као и бојкота под вођством Конга, и оног 1980. године, као и да се нација придружила Бојкоту предвођен САД .

## Учесници по спортовима
| Спорт         | Мушкарци | Жене | Укупно |
| ------------- | -------- | ---- | ------ |
| Атлетика      | 1        | 0    | 1      |
| Стреличарство | 1        | 0    | 1      |
| Џудо          | 0        | 1    | 1      |
| 3 спорта      | 2        | 1    | 3      |

## Атлетика
| Атлетичарка     | Дисциплина    | Финале   | Финале  |
| Атлетичарка     | Дисциплина    | Резултат | Пласман |
| --------------- | ------------- | -------- | ------- |
| Валентин Бетуђи | Мушки маратон |          |         |

## Стреличарство
| Стрелац      | Дисциплина            | Квалификације | Квалификације | Осмина финала     | Финале           | Финале           |
| Стрелац      | Дисциплина            | Резултат      | Пласман       | Противник         | Резултат         | Пласман          |
| ------------ | --------------------- | ------------- | ------------- | ----------------- | ---------------- | ---------------- |
| Израел Мадај | Мушкарци индивидуално | 600           | 64            | Ким У-Ђин ИЗГ 0-6 | Није се пласирао | Није се пласирао |

## Џудо
| Џудо           | Дисциплина  | Прва рунда         | Друга рунда        | Четвртина финала   | Полуфинале         | Репесаж            | Финале / БМ        | Финале / БМ       |
| Џудо           | Дисциплина  | Противник Резултат | Противник Резултат | Противник Резултат | Противник Резултат | Противник Резултат | Противник Резултат | Пласман           |
| -------------- | ----------- | ------------------ | ------------------ | ------------------ | ------------------ | ------------------ | ------------------ | ----------------- |
| Демос Мемнелум | Жене –70 кг | Погачник Л 00–10   | Није се пласирала  | Није се пласирала  | Није се пласирала  | Није се пласирала  | Није се пласирала  | Није се пласирала |